# Sd.Kfz. 252
L'Sd.Kfz. 252, denominazione d'inventario del leichter gepanzerter Munitionstransportwagen ("veicolo corazzato leggero per il trasporto di munizioni") è stato un blindato semicingolato leggero logistico, prodotto in circa 400 esemplari e utilizzato dalla Germania nazista durante la seconda guerra mondiale, a cominciare dalla campagna di Francia nella primavera 1940.

## Storia

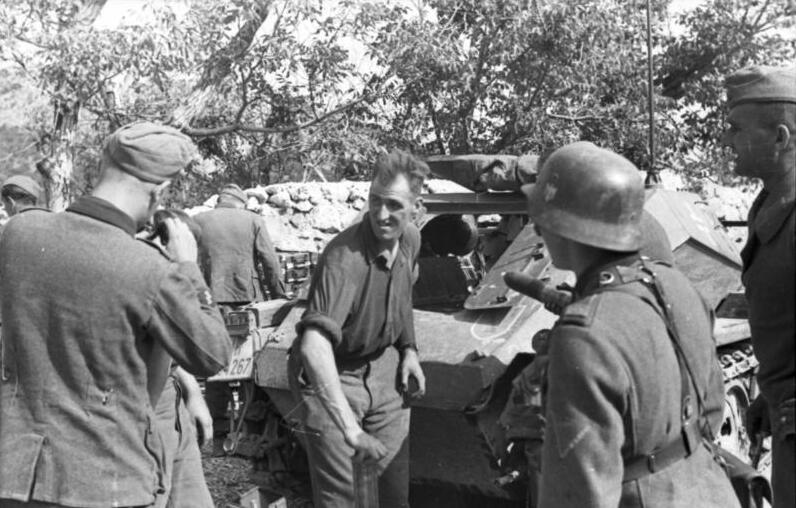
Soldati tedeschi scaricano munizioni da un Sd.Kfz 252 in Crimea, nel giugno 1942

L'Sd.Kfz. 252 era basato sul semicingolato Sd.Kfz. 250 ed utilizzava lo stesso telaio. Inizialmente costruito da Demag e Wegmann da giugno a dicembre 1940, la produzione passò poi alla Deutsche Werke da gennaio a settembre 1941. Vennero realizzati 413 veicoli, tutti utilizzati per il rifornimento di munizioni alle batterie di cannoni d'assalto, su entrambi i fronti europei.
Quando divenne necessaria una capacità di carico superiore per il mezzo, venne sviluppato il rimorchio speciale a un asse Sonderanhänger für Munition (7,5 cm) (Sd. Ah. 32/1), capace di ulteriori 36 colpi da 75 mm.
Durante la battaglia di Francia, gli Sd.Kfz. 252 furono utilizzati dalle Sturmartillerie-Batterie 640 e 659. A causa dei ritardi nelle consegne, le Sturmartillerie-Batterie 660 e 665 impiegarono come portamunizioni dei carri Panzerkampfwagen I privi di torretta. Sul fronte orientale, tra le unità equipaggiate con il veicolo vi furono i Sturmgeschütz-Abteilung 184, 190, 191 e 210.
L'Sd.Kfz. 252 venne infine rimpiazzato dal Sd.Kfz.250/6.